# Лунный свет (сборник)
«Лу́нный свет» (фр. Clair de lune) — сборник новелл французского писателя Ги де Мопассана (1850—1893), опубликованный в 1883 и дополненный в 1888 годах. Большинство из этих новелл публиковались ранее в газетах «Лё Голуа» (Le Gaulois) и «Жиль Блас» (Gil Blas), и Мопассан пользовался псевдонимом Мофриньёз (Maufrigneuse, бальзаковский персонаж — легкомысленная и фривольная герцогиня из «Человеческой комедии»).
На русском языке новеллы были изданы в переводе Софьи Иванчиной-Писаревой (ок. 1865—1946).

## Издание 1883 года
Первое парижское издание состояло из 12 новелл:
- «Лунный свет» (Clair de lune, 1882)
- «Государственный переворот» (Un coup d'état)
- «Волк» (Le Loup, 1882)
- «Ребёнок» (L’Enfant, 1882)
- «Рождественская сказка» (Conte de Noël, 1882)
- «Королева Гортензия» (La Reine Hortense, 1883)
- «Прощение» (Le Pardon, 1882)
- «Легенда о горе́ святого Михаила» (La Légende du Mont-Saint-Michel, 1882)
- «Вдова» (Une veuve, 1882)
- «Мадмуазель Кокотка» (Mademoiselle Cocotte, 1883)
- «Драгоценности» (Les Bijoux, 1883)
- «Видение» (Apparition, 1883)

## Издание 1888 года
Новое издание, вышедшее в мае 1888 года, дополнилось пятью новеллами:
- «Дверь» (La Porte, 1887)
- «Отец» (Le Père, 1887)
- «Муарон» (Moiron, 1887)
- «Наши письма» (Nos lettres, 1888)
- «Ночь (кошмар)» (La Nuit, 1887)